# Erstes Türk-Kaganat

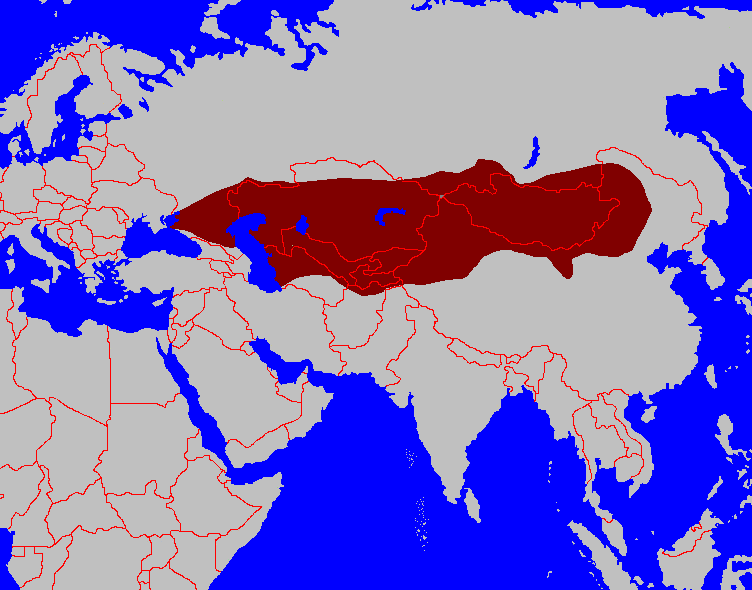
Das erste Kaganat der Kök-Türken im Jahr 600

Das Erste Türk-Kaganat (altürkisch: 𐰜𐰇𐰛:𐱅𐰇𐰼𐰰 Kök Türük, türkisch Göktürk Kağanlığı, chinesisch 突厥汗国 Tūjué hánguó) war ein transkontinentales Steppenreich der Kök-Türken in Zentralasien. Die Staatsform des Kaganat entsprach dem eines europäischen Kaisertitels.
Das Reich der Kök-Türken entstand 552 nach der erfolgreichen Rebellion von Bumin Beg, dem Anführer des Ashina-Clans, gegen die Rouran. Kurz nach Bumins Tod wurde das Kaganat de facto in zwei Teile geteilt: Das westliche Türk-Kaganat, das bis 630, und das östliche Türk-Kaganat, das bis 659 bestand. Während die westlichen Kök-Türken bis ans Kaspische Meer vorstießen und in Konflikte mit den Hephthaliten, den Sassaniden sowie den Byzantinern verwickelt wurden, waren die östlichen Kök-Türken in ein komplexes Geflecht diplomatischer Beziehungen mit den Staaten des zersplitterten China involviert. Nach einem Bürgerkrieg mit verheerenden Folgen zersplitterte das Kaganat auch bezüglich des politischen Zusammenhalts. Während der Westen unter Kontrolle anderer türkischer Stammesföderationen kam, wurde der Osten des Reiches von der chinesischen Tang-Dynastie erobert.
Das Reich der Kök-Türken war einerseits der erste verzeichnete Staat, der von einer den Turkvölkern angehörigen Dynastie regiert wurde und gleichzeitig offiziell die Bezeichnung „Türk“ im Namen trug. Andererseits handelte es sich bei dem Kök-Türk Kaganat auch um das erste transkontinentale Steppenreich, das im Gegensatz zu Vorreitern wie den Xiongnu oder Xianbei über das östliche Zentralasien hinaus bis zum Schwarzen Meer im Westen reichte.
Nach Jahren unter chinesischer Herrschaft lehnten sich die Türken unter Führung von Ilterisch auf und gründeten 682 das zweite Türk-Kaganat, welches territorial dem östlichen Teil des ersten Kaganats entsprach und bis 745 Bestand hatte.

## Gründung
Im sechsten Jahrhundert erschien der von den Chinesen als „tujue“ umschriebene und in der Eigenbezeichnung „türk“ genannte Stamm in den chinesischen Annalen. Die Türk waren ursprünglich in Ost-Turkestan und dem Altai ansässig und übernahmen die Tradition und verwaltungstechnische Erfahrung ihrer Vorgänger. Die Türk waren geschickte Eisenschmiede und kontrollierten den wirtschaftlich strategischen Punkt, die Kreuzung zweier Handelswege: der eine führte am Altai vorbei und verband das Orchon-Tal im Osten mit dem Ili-Tal im Westen, der andere führte vom oberen Jenissei nach Süden zum Altai und Tianshan. Tatsächlich sind aus dem heute russischen Teil des Altai für das Frühmittelalter eine Reihe eisenmetallurgischer Fundplätze bekannt.
Die Türk lebten unter der Oberhoheit der Rouran (eine vermutlich überwiegend altaische Großkonföderation). 520 kam es zum Thronstreit bei den Rouran, der dazu führte, dass zuerst der unterlegene A-na-kuei, später auch der überlegene Po-lo-men aufgrund eines Angriffs der vermutlich türkischen Gaoche Zuflucht bei den Chinesen suchten. Die Chinesen verhalfen mit der Strategie Divide et impera beiden Rouran-Herrschern zur Macht. Po-lo-men war mit dem ihm zugewiesenen Gebiet nicht zufrieden und suchte nach Unterstützung bei den Hephthaliten. Er starb unter ungeklärten Umständen nach Gefangennahme durch die Wei (eine chinesische Dynastie, deren Herrscher den Tabgatsch entstammten). Unter Ausnutzung der Streitigkeiten versuchten die Gaoche 546 erneut, sich von der Oberherrschaft der Rouran zu befreien. Die Türk benachrichtigten allerdings A-na-kuei und verhinderten somit einen Erfolg der Gaoche. Der Führer der Türk Bumin forderte nun den Rouran-Herrscher A-na-kuei auf, ihm eine seiner Töchter zur Frau zu geben, was A-na-kuei allerdings ablehnte mit der Begründung, es sei unangemessen, dem Stamm, der der Großkonföderation als Schmiedesklaven diente, eine Prinzessin auszuliefern. Bumin fasste dies vermutlich als Beleidigung auf, er heiratete eine Prinzessin der Westlichen Wei (ein Nachfolgestaat der Nördlichen Wei, die aus dem Volk der Tabgatsch stammten) und revoltierte gegen die Rouran.
Im Jahre 552 schlug Bumin das Herrscherhaus der Rouran vernichtend und schaffte somit die Voraussetzung zur Gründung eines neuen Reiches. Bumin entstammte wie fast alle (Kök-)Türk-Herrscher dem Adelsgeschlecht der A-shih-na. Bumins Reich bestand (mit einer Unterbrechung in der zweiten Hälfte des 7. Jahrhunderts) von 552 bis 742.

## Teilung

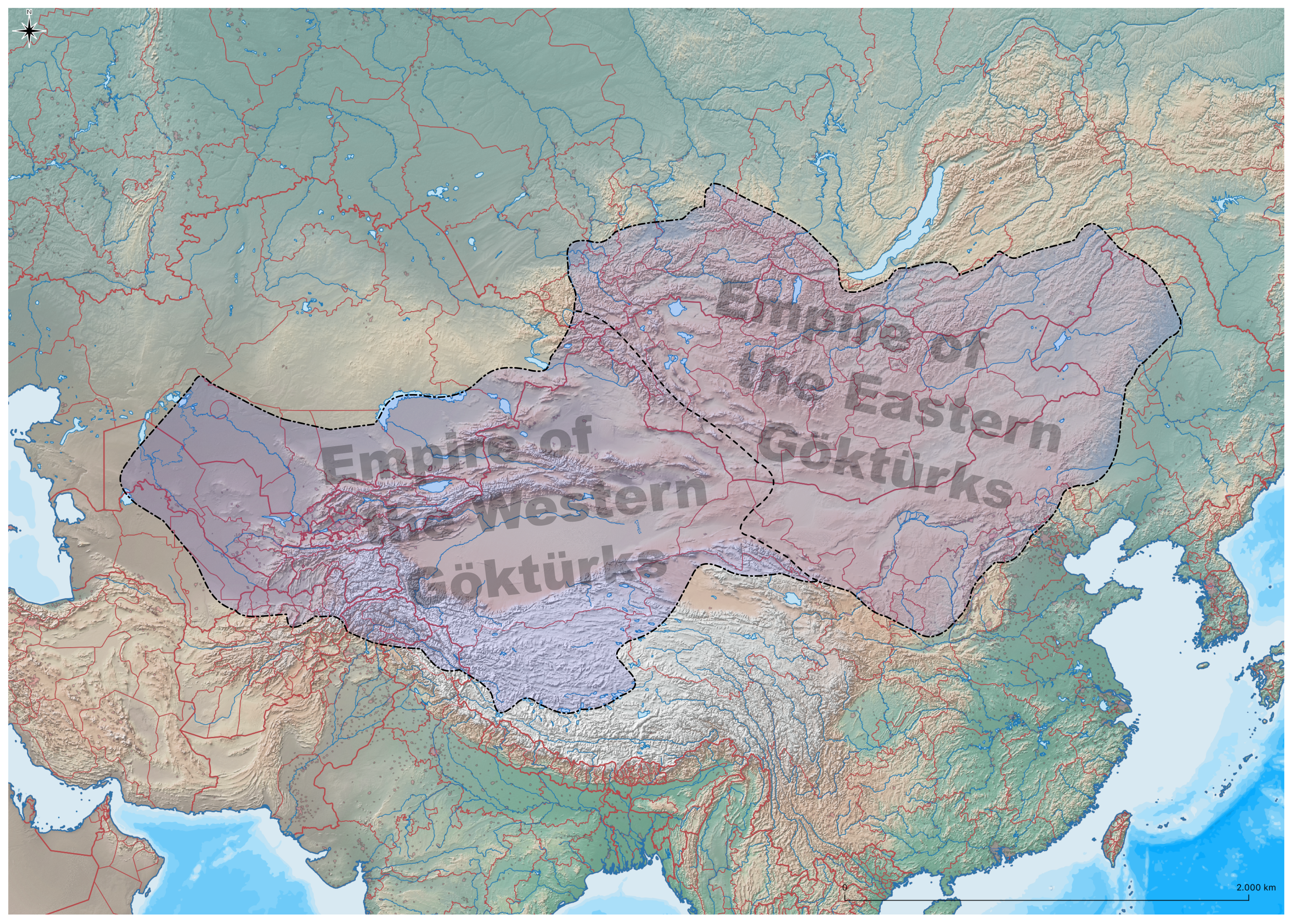
Das Reich der Kök-Türken nach der Teilung, 552.

Staatsgründer Bumin wurde zum ersten Regierenden (Khan) des gegründeten türkischen Reichs. Das türkische Reich wurde, wie schon bei den vorherigen zentralasiatischen Nomadenreichen üblich, bald nach seiner Gründung in zwei Verwaltungseinheiten geteilt – im Jahr 552 entweder bereits unter Bumin Kaghan oder unter seinem Nachfolger Kuo-lo Kaghan, dessen Name nur in seiner Umschreibung in chinesischen Quellen bekannt ist. Der Westteil unterstand politisch dem Ostteil – faktisch jedoch regierte der Herrscher des Westteils als unabhängiger Herrscher. Erst später, im Jahr 581, kam es unter chinesischen Einfluss zum Zerwürfnis zwischen beiden Reichsteilen. Keine Quelle berichtet über die kurze Regierungszeit Bumins, der noch im Jahr der Reichsgründung – also 552 – starb. (Vgl. türkische Inschriften über Bumins und Iştämis Herrschaft)
Kuo-lo regierte das Reich nur eine kurze Zeit (bis 553), sein Nachfolger war Bumins ältester Sohn Muhan. Muhan regierte also den Ostteil, sein Vertreter im Westteil, also der Yabghu des Reiches der Kök-Türken, war Bumins jüngerer Bruder Iştämi (meistens mit Sizabulos gleichgesetzt, was aber nicht völlig gesichert ist). Den Westteil bildete das Gebiet westlich des Altai. Muhan regierte bis 572, Iştämi bis 575/76.

## Östliches Kaganat

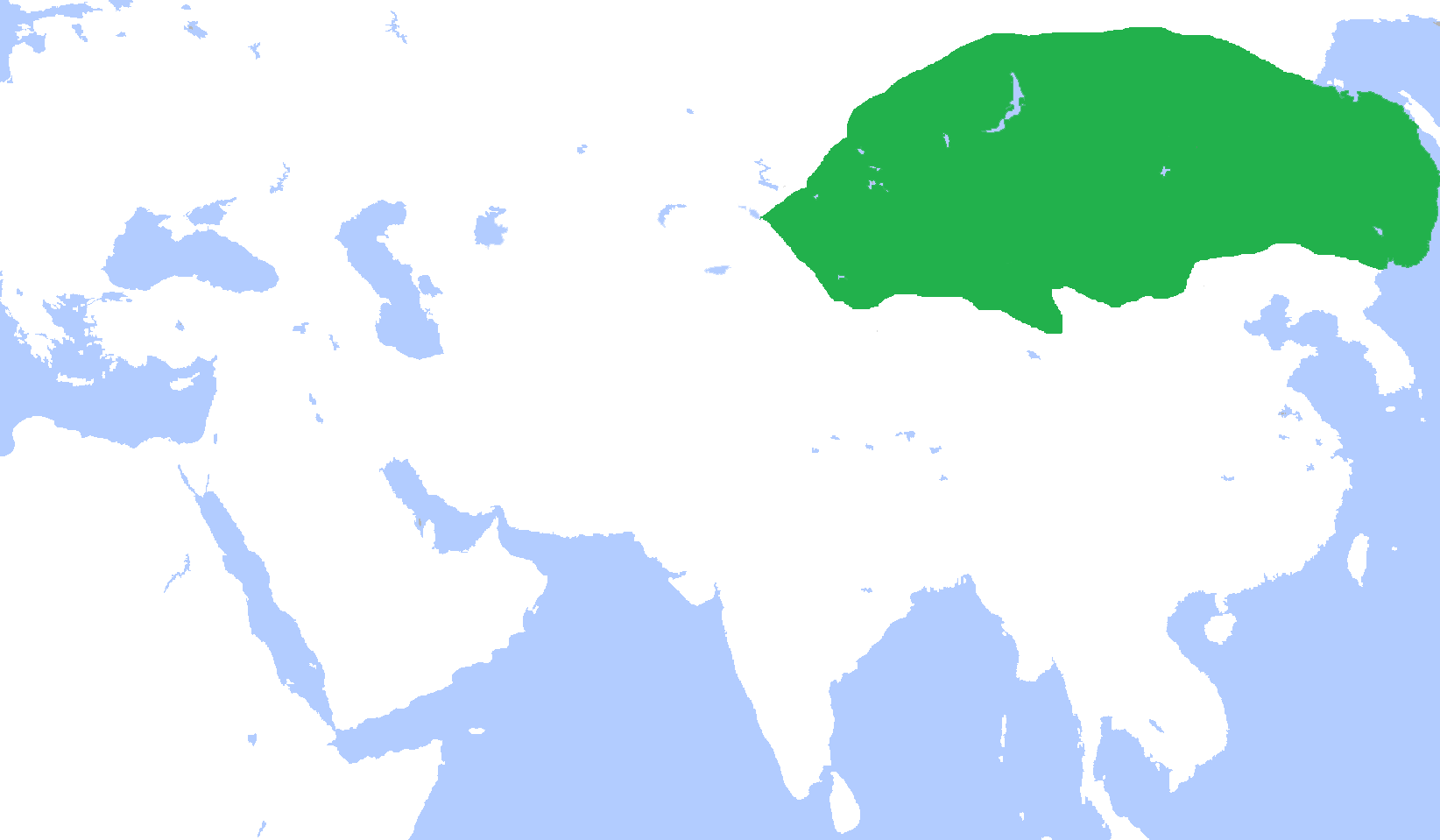
Größte Ausdehnung des Östlichen Türk-Kaganats um das Jahr 600. Der Pazifik wurde wahrscheinlich nicht erreicht

Die Ereignisse im Ostteil ab 552 haben zur Regierungszeit Muhans und der seines Nachfolgers Taspar nicht die gleiche welthistorische Dimension wie die Ereignisse im westtürkischen Reich erreicht. Muhans Möglichkeiten zur Expansion seines Staates wären im Westen nur auf Kosten des Bruderstaates der Westtürken zu realisieren gewesen.
Im Süden des osttürkischen Reichs von Muhan befanden sich die Dynastien der Nördlichen Qi und der Nördlichen Zhou (ab 550 bzw. 557 waren beide Dynastien aus der Spaltung der Tabgatsch hervorgegangen), die in gegenseitige Kämpfe verwickelt und deshalb keine starken Gegner waren, im Osten befanden sich die offenbar mongolischen Kitan und im Norden befanden sich die Kirgisen. Muhan verheiratete eine seiner Töchter offenbar als diplomatische Geste an die Nördlichen Zhou und hatte damit den Rücken frei für ein Vorgehen gegen die Kitan und Kirgisen. Die Kitan besiegte er im Jahr 560 und eroberte die Gebiete des oberen Jenissei. Die Jenissei-Kirgisen wurden zu Vasallen, die Eisen und Gold abbauten, das sie mit „knirschenden Zähnen“ Muhan als Tribut überlassen mussten (so vermerkten es 583 chinesische Chroniken).
Die 1956 entdeckte und 1971 entzifferte Bugut-Stele wirft Fragen über den Nachfolger Muhans auf. Vermutlich hat einige Jahre Mahan Tegin regiert, bevor Taspar die Herrschaft über das Ostreich übernahm. Das Tegin bezeichnet einerseits einen Angehörigen der Familie des Khans und andererseits ist es die Bezeichnung für den ständigen Vertreter des Khans und für den vom Khan selbst eingesetzten Nachfolger. Vermutlich war Mahan Tegin nach der Herrschaft Muhans und vor der Herrschaft Taspars einige Jahre Khan über das Göktürkenreich.

### Herrschaft Taspar Khans und Buddhismus
Nach Einsetzen von Religionsverfolgungen im Jahr 574 unter Kaiser Wudi der Nördlichen Zhou verließ der buddhistische Mönch Jinagupta die Nördliche Zhou-Dynastie. Er folgte einer Einladung Taspar Khans in das Osttürkische Reich und war damit wahrscheinlich derjenige, der die buddhistische Gemeinde bei den Türken gründete. Auf Wunsch von Taspar Khan wurde zwischen 572 und 581 ein samgha (eine buddhistische Mönchsgemeinde) begründet, womit Taspar Khan offiziell den Buddhismus angenommen hatte.
Zur Regierungszeit Taspars war das Kök-Türken-Reich nach innen wie nach außen noch stabil. Die beiden Nachfolgestaaten der Tabgatsch – Nördliche Qi und Nördliche Zhou – waren wahrscheinlich tributär abhängig von den Kök-Türken. Die Annalen der Sui-Dynastie – das Sui Shu – schreiben:
„In dieser Zeit (Taspars Regierungszeit) verfügte T’a-po (Taspars Name in chinesischen Quellen) über einige 100 000 Soldaten, und China fürchtete sich vor ihm. Sowohl die Nord-Zhou als auch die Nord-Qi wetteiferten, sich mit der Herrscherfamilie der T’u-küe durch eine Heirat zu verbinden; sie entleerten ihre Schatzkammern, um mit (den Kostbarkeiten) den T’u-küe zu dienern. T’a-po wurde immer anmaßender und pflegte zu seinen Untertanen zu sagen: Wenn nur meine beiden Söhne im Süden (die Kaiser von Nord-Zhou und von den Nord-Qi) weiter pietätvoll und gehorsam bleiben, brauche ich dann noch Armut zu befürchten?“
Nach Taspars Tod im Jahr 581 und dem Machtantritt seines Bruders Nivar kam es zum Zerwürfnis zwischen den beiden Türk-Kaganaten, unter chinesischem Einfluss, wegen Rivalitäten zwischen beiden Reichsteilen und innerhalb des Ostteils, der Hegemonialmacht im Gesamtreich. Zu den Gründen der Streitereien innerhalb des Ostteils zählten die Auseinandersetzungen zwischen den Anhängern und den Gegnern des Buddhismus im Herrscherklan. Ähnliche Spannungen waren auch ein Grund der Spaltung der Tabgatsch. Zwischen 582 und 584 löste sich der Westteil unter dem Yabghu Tardu von der Vorherrschaft des Ostteils, was für die Osttürken ein psychologisches Moment war. Tardu war anscheinend ein Sohn Iştämis und eventuell ein Bruder des Turxanthos (wenn Sizabulos ihr gemeinsamer Vater war und mit Iştämi identisch ist, siehe oben).

### Niedergang des Östlichen Kaganats
Tardu war zu seinem Schritt wohl durch den chinesischen Kaiser Wen ermuntert worden. Kaiser Wen hatte weite Teile Nordchinas in der Sui-Dynastie vereinigt und sah in der Schwächung der Türken eine wichtige Bedingung für das eigene Überleben. Anfänglich hatten beide Teile des türkischen Khaganats ein Bündnis mit China, doch nach der Vernichtung der Nördlichen Zhou-Dynastie durch Kaiser Wen waren einige Tabgatsch an den Hof des Khans in das osttürkische Reich geflohen und versuchten die Türken zu überreden, ihnen bei der Rückeroberung ihrer Macht in Nordchina zu helfen.
Die Sui versuchten, zwischen dem ost- und dem westtürkischen Reich Zwietracht zu säen und die Türken gegen die Tabgatsch aufzuhetzen. Die Auseinandersetzungen bei den Osttürken erreichten ein Ausmaß, dass Nivar Khan, der von 581 bis 587 regierte, die Macht von zweien seiner Vettern streitig gemacht wurde. Im Westen des osttürkischen Reichs kam es zu kriegerischen Auseinandersetzungen mit den Westtürken, im Osten zu Kämpfen mit den Kitan. Nach Schwächung des östlichen Khaganats unterstützten die Chinesen nun Nivar Khan, denn Tardu im Westen könnte nach Schwächung des Ostteils zu stark werden und ein neues gesamttürkisches Reich – diesmal mit dem Westteil als Hegemonialmacht – gründen.
Nivars Nachfolger war ab 587 Mu-ho-tua (Name nur aus chinesischer Überlieferung bekannt). Er tötete seinen Rivalen, aber starb selbst im selben Jahr seines Regierungsantritts. Auch sein Nachfolger T'u-lan (Name nur aus chinesischer Überlieferung bekannt), der von 587 bis 600 regierte, war mit einem Rivalen (namens T'u-lin) konfrontiert, der von China unterstützt wurde.
Die Chinesen nahmen den unterlegenen T'u-lin und seine Anhänger auf, da diese Lostrennung T'u-lins und seiner Anhänger vom osttürkischen Reich eine mehrjährige Spaltung des osttürkischen Reichs zur Folge hatte. Im Jahr 600 schaffte es T'u-lin an die Macht über das gesamte osttürkische Reich. Unter seinem Sohn Shih-pi (609–619) kam es zum kurzlebigen Wiedererstarken des osttürkischen Reichs – die Sui-Dynastie war mittlerweile selbst in dynastische Streitigkeiten verwickelt und sah sich erneut einer osttürkischen Gefahr ausgesetzt.
624 kam es unter dem neuen Khaghan Xieli (auch Illig) zu einem neuen Angriff der Osttürken gegen China. Dort hatte mittlerweile die Tang-Dynastie die Macht übernommen und konnte Xieli erfolgreich abwehren. Schon sechs Jahre später griff Xieli erneut China an. Die Tang-Dynastie war unter Kaiser Taizong mittlerweile allerdings sehr stark geworden. Xieli musste sich 630 nach seinem erfolglosen Angriff endgültig den Chinesen unterwerfen, die von den Xueyantuo unterstützt wurden.

#### Inschriften über den Niedergang
Die Köl-Tegin-Inschrift erzählt von der Größe und der Weisheit der ersten Kaghane und erwähnt, dass zur Bestattung der ersten Kaghane Gesandte der Chinesen, der Tibeter, der Awaren, aus Byzanz, von den Kirgisen kamen. Im Anschluss werden die späteren Kaghane kritisiert:
„Dann bestiegen die jüngeren Brüder den Thron, und die Söhne bestiegen den Thron. Aber offensichtlich ähnelten die jüngeren Brüder nicht ihren älteren Brüdern und die Söhne nicht ihren Vätern. So bestiegen Kaghane ohne Weisheit den Thron, schlechte Kaghane bestiegen den Thron. Und auch ihre Berater waren ohne Weisheit und schlecht. Da zwischen den Noblen und dem Volk keine Einigkeit herrschte und weil das chinesische Volk listig und falsch war, denn sie waren hinterhältig und spalteten jüngere und ältere Brüder und veranlassten die Noblen und das Volk, sich gegenseitig zu verunglimpfen. So ließ das türkische Volk seinen Staat, den es gegründet hatte, untergehen und ließ den Kaghan, den es auf den Thron gesetzt hatte, zusammenbrechen. Ihre Söhne, die Noble hätten werden sollen, wurden Sklaven und ihre Töchter, die noble Frauen hätten werden sollen, wurden Sklavinnen des chinesischen Volkes. Die türkischen Noblen gaben ihren türkischen Titel auf.“

## Westliches Kaganat

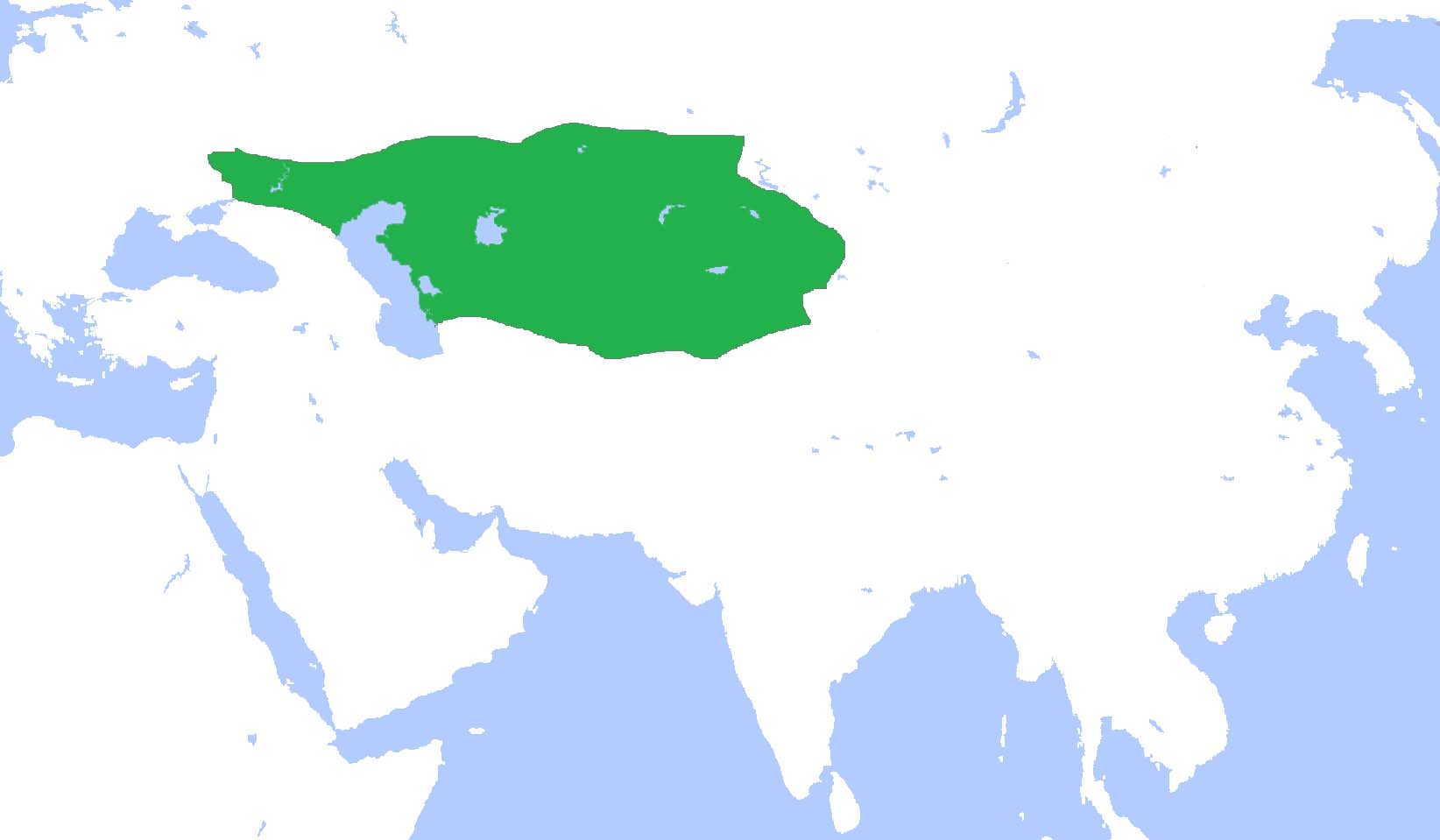
Größte Ausdehnung des Westlichen Türk-Kaganats um 560

Der erste Yabghu des Westteils war Istämi, der von 552 bis 576 regierte. Ungefähr zehn Jahre nach seinem Amtsantritt kam es zu kriegerischen Auseinandersetzungen mit den Hephthaliten. Es kam zu einer (allerdings sehr kurzzeitigen) Allianz zwischen dem sassanidischen Persien und den Westtürken: Die Hephthaliten wurden von verschiedenen Seiten angegriffen und geschlagen, so 560 in der Schlacht von Gol-Zarriun. Anschließend flohen sie aus dem Gebiet (Badachschan in Nordost-Afghanistan war ihr Zentrum) und ihr Reich wurde zwischen den Türken und den Sassaniden aufgeteilt. Die Sassaniden bekamen Baktrien, das ihnen von den Türken aber wieder weggenommen wurde.
Die Hinzugewinnung des hephtalitischen Gebiets bedeutete für die Türken den Zugewinn eines außerordentlich wichtigen wirtschaftlichen Faktors: die Kontrolle über einen signifikanten Teil der Seidenstraße.

### Die Seidenstraße
Die Seidenstraße führte von Gansu ca. 7000 km bis zum Schwarzen Meer. Südlich der Gobi ging es 2000 km bis Kumul, wo sich der Weg teilte. Einer der Wege führte nach Westen zum Tarim-Becken und den alten Stadtstaaten, der andere Weg führte nach Nordwesten (nördlich des Tianshan), dann nach Südwesten bis nach Samarkand, Buchara und Marw. Von Samarkand gab es Wege nach Baktrien und Indien, in die Reiche der Parther und Sassaniden, nach Anatolien und Syrien, nach Choresmien, also östlich des Kaspischen Meer, nördlich des Schwarzen Meeres, also ein Weg, der nach Byzanz führte. Auf der Seidenstraße wurden Seide, Baumwolle, Gewürze und Drogen transportiert.
Der Transport von Rohseide aus China und Textilverarbeitungen aus der Seide bildeten einen wichtigen Faktor im sassanidisch-oströmischen Handel. Allerdings waren Persien und Ostrom traditionell verfeindet und hatten mehrmals Krieg geführt. Das türkische Reich spielte daher nun eine wichtige strategische und wirtschaftliche Rolle: es konnte nach Gutdünken die Seidenstraße sperren und Ostrom helfen, das sassanidische Persien zu umzingeln. Das Oströmische Reich versuchte daher schon bald nach 560, die Türken als Bündnispartner zu gewinnen.

### Oströmisch-türkisches Bündnis
Die Sassaniden waren sich dieser Gefahr bewusst und versuchten durch drastische Aktionen, den Türken zu demonstrieren, dass sie sich den Zwischenhandel nicht aus den Händen nehmen lassen wollten. Bei einer Aktion kauften die Perser die Waren sogdischer Kaufleute, die im Namen des türkischen Khans kamen, auf, verbrannten sie dann aber demonstrativ. Eine andere türkische Handelsdelegation nach Persien war genauso erfolglos: mehrere Delegationsmitglieder wurden angeblich sogar getötet (nach Ansicht von Forschern wie James Howard-Johnston schufen die Türken diesen Vorwand für einen Angriff allerdings selbst). Die Türken sahen sich jedenfalls veranlasst, direkten Kontakt zum oströmisch-byzantinischen Reich herzustellen (siehe auch Zentralasien in der Spätantike).
Im Jahr 567 wurde im Namen des Khans eine Gesandtschaft nach Konstantinopel geschickt. Die Delegation wurde durch den Sogdier Maniakh geleitet. Der oströmische Kaiser Justin II., der eine Revision des 562 geschlossenen römisch-persischen Friedensvertrages anstrebte, empfing Maniakh freundlich.
In Konstantinopel wurden der türkischen Delegation zu ihrem Erstaunen chinesische Seidenraupen gezeigt – vermutlich wollten die Römer damit ihre wirtschaftliche Unabhängigkeit von den Türken demonstrieren (bereits um 550 waren unter Kaiser Justinian I. Seidenraupen nach Ostrom geschmuggelt worden). Andererseits ist das kaiserliche Interesse an einem guten Kontakt mit den Türken dadurch besiegelt, dass zusammen mit der türkischen Delegation – die nach einem vollen Jahr am oströmischen Hof die Rückkehr antrat – ein kaiserlicher Diplomat namens Zemarchos ausgesandt wurde, der 569 Gast am Hof des türkischen Herrschers Sizabulos (so dessen griechische Namensform) war. Dort kam nun ein türkisch-römisches Bündnis gegen das sassanidische Persien zustande.
Zemarchos war beeindruckt von seinem Empfang und dem Prunk am türkischen Hof. Die wohl auf seinem Bericht beruhenden Schilderungen oströmischer Autoren (Menander Protektor, Johannes von Ephesos) erzählen von einem goldenen Thron auf Rädern, auf dem der türkische Yabghu saß, von vergoldeten Holzsäulen, großen Mengen an Silbergeschirr und einem goldenen Bett.
572 brach der Krieg aus, und obwohl die Berichte in den Quellen nur spärlich fließen, sind die Ereignisse in den Grundzügen klar: Die Sassaniden unter Chosrau I. konnten sich des römisch-türkischen Zangenangriffs erfolgreich erwehren und ihre Feinde bis 573 an beiden Fronten zurückschlagen. Zwischen Ostrom und dem türkischen Kaghanat kam es dennoch bis 576 zu mehreren diplomatischen Kontakten, die beweisen, wie wichtig es den Kaisern war, einen Verbündeten gegen die Sassaniden zu haben. Kaiser Tiberius Constantinus entsandte Valentinus als Botschafter, der aber nicht mehr auf den 575 verstorbenen Iştämi, sondern auf dessen Nachfolger, seinen Sohn Tardu, traf. Valentinus nahm an den Bestattungsfeierlichkeiten für Iştämi teil und berichtete nach seiner Rückkehr über den Brauch, die Lieblingspferde des Khans zu töten und sich das Gesicht zu zerschneiden, was auch Valentinos mitmachen musste. Insgesamt wurden die oströmischen Hoffnungen aber enttäuscht, der Krieg gegen Persien zog sich bis 591 hin und wurde zuletzt nicht etwa aufgrund des Bündnisses mit den Türken, sondern aufgrund innerpersischer Wirren beendet (siehe Römisch-Persische Kriege).

### Niedergang des Westlichen Kaganats
Tardu zeigte sich verstimmt über das Bündnis der Byzantiner mit den Awaren, die er als unter dem türkischen Machtbereich stehend ansah. Unter ihm nahmen die Auseinandersetzungen mit Byzanz bald kriegerische Formen an; die Türken pflegten aber auch ihre Feindseligkeiten gegen die Sassaniden. Tardu stieß 588/589 bis nach Herat vor, er konnte Herat nicht einnehmen, doch geriet das heutige Nordafghanistan mit den wichtigen Städten Kundus und Balch in türkische Abhängigkeit.
Tardu gilt als Staatsmann ohne diplomatisches Geschick. Sein Wille zur Ausdehnung seines Machtbereichs führte zu Auseinandersetzungen mit Byzanz, den Sassaniden und sogar mit dem osttürkischen Khan. Unter chinesischem Einfluss kam es 581 zum Zerwürfnis zwischen den beiden Türk-Kaganaten, 584 sagte sich Tardu vom osttürkischen Reich los und gegen die Osttürken er ein Bündnis mit Sui-China ein.
Bei einem Aufstand der Töliş-Stämme kam Tardu ums Leben. Sein Reich wurde im Folgenden Opfer innerdynastischer Rivalitäten. Tardus Enkel Shih-kuei erhielt den Westen des Westtürkischen Reichs, Ch'u-lo bekam den Osten. Da Ch'u-lo ähnliche Machtbestrebungen wie Tardu zeigte, entzogen die Chinesen ihre Unterstützung, so dass sich Shih-kuei durchsetzte.
Doch noch einmal gelang ein Wiederaufstieg. Shih-kueis Nachfolger T'ung shih-hu (618–630) schaffte es, den Machtbereich der Türken bis über den Oxus hinaus zu erweitern. Zu dieser Zeit erstreckte sich der Westteil vom Altai über den Hindukusch bis zum Kaspischen Meer. Nach dem Bericht des chinesischen Pilgers Xuanzang bekundete T'ung shih-hu großes Interesse am Buddhismus. Xuanzang beschreibt das Leben am Hof des Khans T'ung shih-hu: der Khan bekleidete sich mit einem Mantel aus grünem Satin, ein langes Seidenband hatte er um den Kopf gewickelt, 200 Offiziere umgaben ihn, die Brokatmäntel trugen, der Khan hatte mehrere Pferde, Kamele und war mit Truppen gut ausgestattet. Xuanzang beschreibt seinen Empfang als eine eindrucksvolle Zeremonie. 627 griffen die Türken zudem erneut in den Konflikt zwischen Ostrom und den Sassaniden ein, indem sie als Verbündete des Kaisers Herakleios den Osten Persiens angriffen. Diesmal scheint ihr Eingreifen entscheidend zur Niederlage der Perser unter Chosrau II. beigetragen zu haben, doch wenig später brach ihre Machtstellung in sich zusammen: T'ung- shih-hu starb 630 während eines Aufstands der Karluk. Es kam zu Machtkämpfen zwischen den zehn westtürkischen Stämmen, in deren Folge es den Chinesen 657 gelang, das westtürkische Gebiet in zwei chinesische Protektorate aufzuteilen. 659 wird das westtürkische Reich von China endgültig einverleibt.

## Danach
Im Zuge der Auflösung des westtürkischen Reichs wanderten verschiedene Stämme Richtung Westen – zu den bedeutendsten gehören die Chasaren, die am Asowschen Meer ein Reich errichteten.
Einige Jahre nach der Zerstörung ihrer Reiche erneuerten die Kök-Türken ihr Reich und gründeten 682 das zweite Türk-Kaganat.

## Herrscher
Anmerkung: Kursiv notiert sind die Namen der Herrscher (Khans), mit denen sie in chinesischen Quellen benannt wurden. Die türkischen Originalnamen sind seit der Auffindung verschiedener türkischer Stelen bekannt (Orchon-Runen, Bugut-Stele etc.) Wenn der türkische Name nicht aufgeführt ist, ist er bis heute unbekannt. (Stand: Scharlipp 1992)
- Bumin (T'u-men, 552–552)[28]

### Ostteil
- Kuo-lo (552–553)[29]
- Muhan (553–572)[29]
- evtl. Mahan Tegin (Einzige namentliche Erwähnung in der Bugut-Stele aus dem Jahr 580. Vermutlicher Übergangskhan der Türken vor Taspar.)[30][12]

- Taspar (T'a-po, 572–581)[14]
- Nivar (Sha-po-liu, 581–587)[2]
- Mu-ho-tua (587)[16]
- T'u-lan (587–600)[16]
- T'u-lin (600–609)[17]
- Shih-pi (609–619)[17]
- Hsieh-li (619–630)[17]
- Einverleibung durch China (630)

### Westteil
Die Verwalter des Westteils trugen bis Taspars Tod 581 den Titel Yabgu.
- Iştämi (552–575/76)
- Tardu (576–603)
- Shih-kuei (603–618, regiert den Westen des Westteils) / Ch'u-lo (regiert kurze Zeit den Osten des Westteils)[25]
- T'ung shih-hu (618–630)[25], auch als Tong Yabghu genannt
- Machtkämpfe zwischen den zehn Stämmen des Westtürkischen Reichs (630–657)[27]
- Tu-lu (633–634)[31]
- Tu-lu (638–653, nicht zu verwechseln mit vorhergehendem Tu-lu)[32]
- Aufteilung des Westtürkischen Reichs in zwei chinesische Protektorate (657–659)[27]
- Einverleibung durch China (659)